# HGHI-Tower

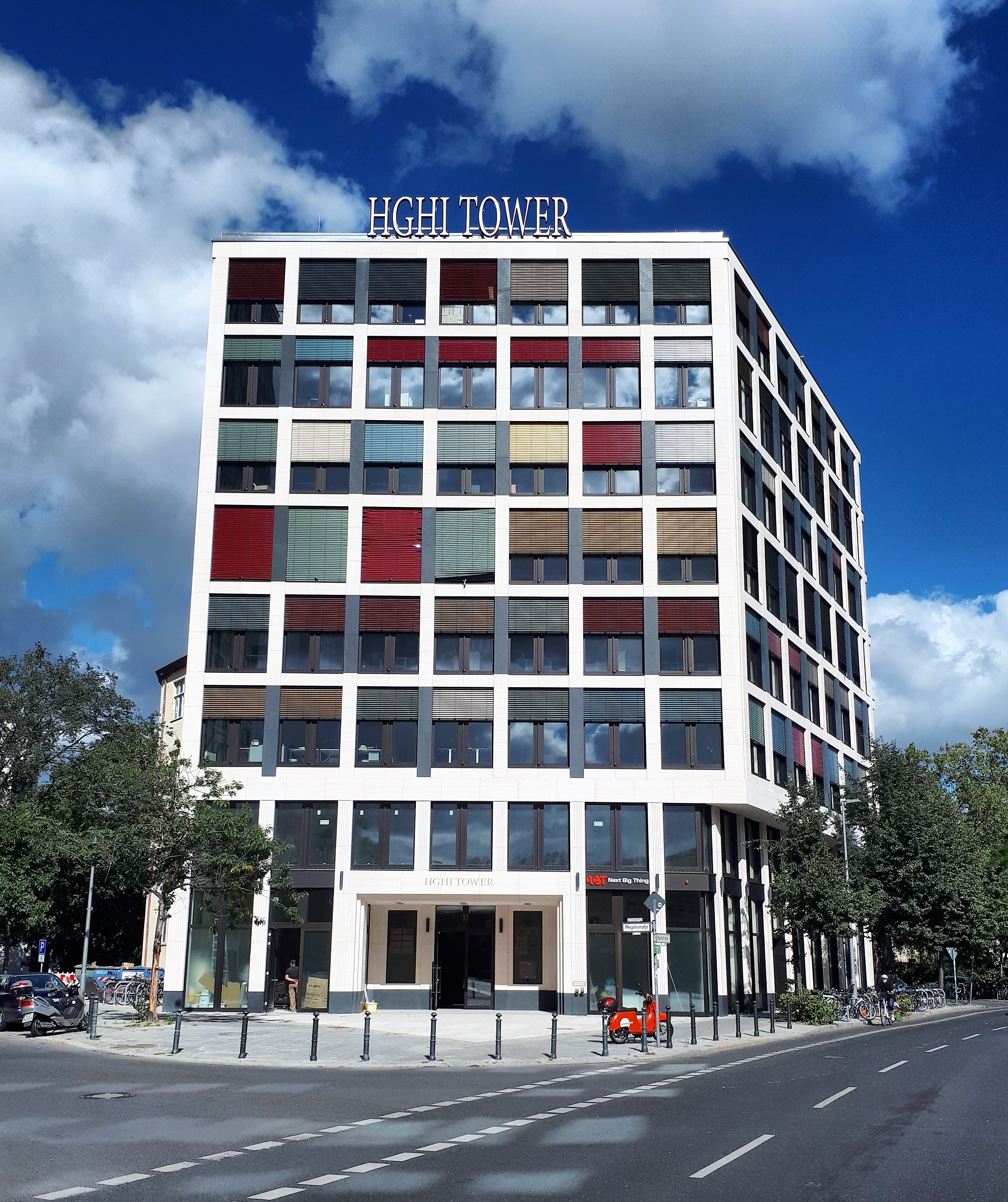
HGHI-Tower in der Bachstraße im Hansaviertel

Der HGHI-Tower ist ein modernes achtgeschossiges Büro- und Geschäftsgebäude im Berliner Ortsteil Hansaviertel des Bezirks Mitte in der Bachstraße 12 der HGHI Holding GmbH des Investors Harald Huth. Das Gebäude wurde im Juni 2020 mit einer Bruttogeschossfläche von 4762,90 m² und einer Bürofläche von 1574 m² fertiggestellt. Neben einem repräsentativen Eingangsbereich im Erdgeschoss wird das Gebäude hauptsächlich als Gewerbeeinheiten genutzt.

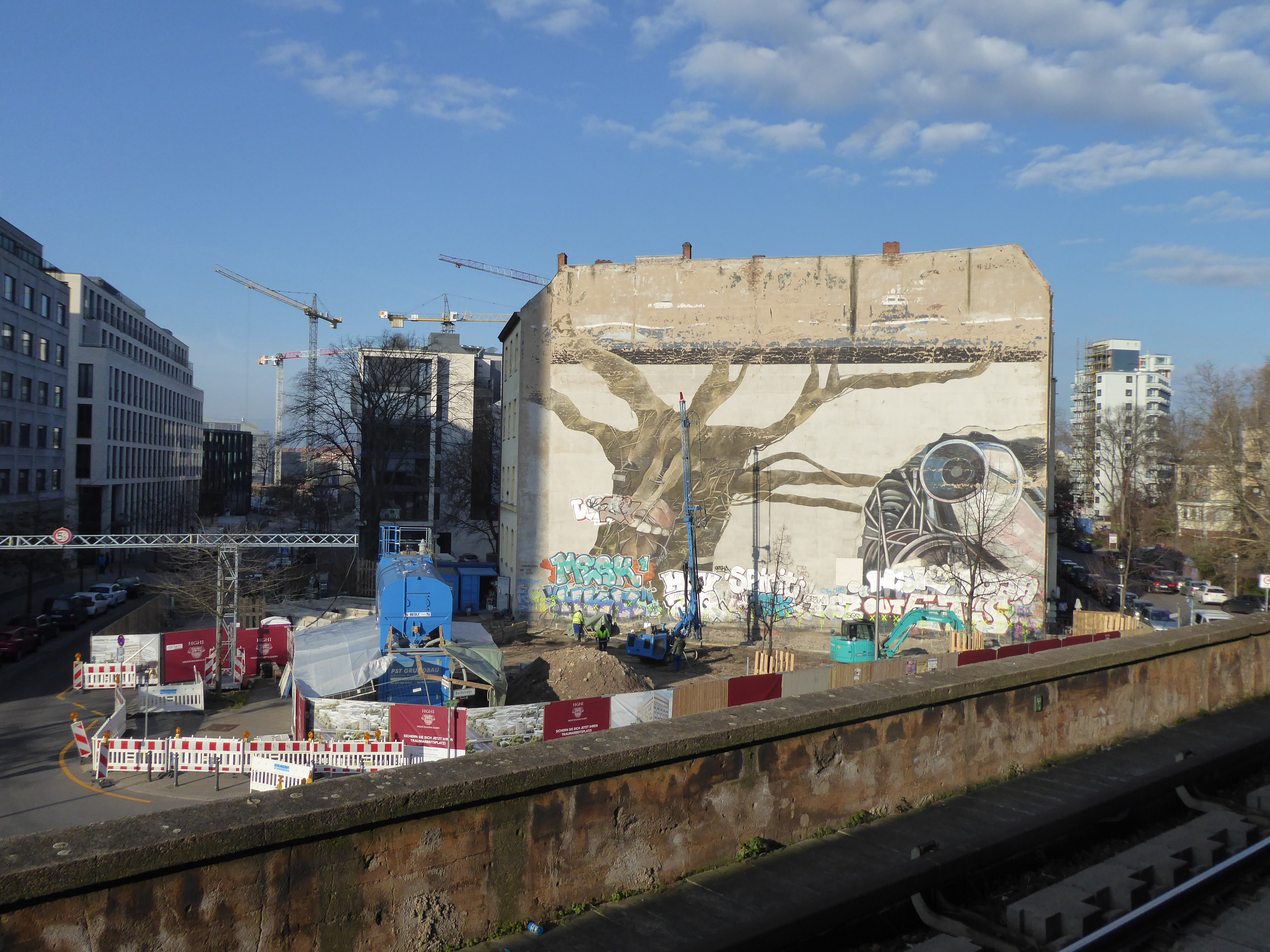
Wandgemälde Weltbaum I
von Ben Wagin

An der Brandmauer des Hauses Siegmunds Hof 21 befindet sich das Wandgemälde Weltbaum I des Aktionskünstlers Ben Wagin, das durch den Bau des Hauses verdeckt wird. Der Investor Harald Huth hatte angeboten das Gemälde am Bauprojekt Tegel Quartier oder in der Nähe des Bahnhofs Friedrichstraße neu zu malen. Im Juni 2018 entstand das Gemälde im Rahmen des Berlin Mural Fest in der Lehrter Straße in Berlin-Moabit neu.